# Kraftwerk Eshkol
Das Kraftwerk Eshkol ist ein kombiniertes Öl- und Gaskraftwerk in Israel, das an der Mittelmeerküste in der nördlichen Industriezone der Stadt Aschdod an der Mündung des Flusses Nachal Lachisch liegt. Es ist mit einer installierten Leistung von 1,449 GW (Stand 2014) das drittgrößte Kraftwerk in Israel und trägt 7,3 % zur landesweiten Stromversorgung bei. Es ist das erste Kraftwerk in Israel, welches aus Umweltschutzgründen um den Erdgasbetrieb erweitert wurde. Die Anlage ist nach dem früheren israelischen Ministerpräsidenten Levi Eschkol benannt.
Das Kraftwerk wurde 1958 mit einer Leistung von zunächst 145 MW in Betrieb genommen. Mit Stand 2014 umfasst die Anlage eine Kombination aus Dampfturbinen und Gasturbinen mit einer Gesamtleistung von 1,449 GW. Zur Kühlung wird Meerwasser aus dem Mittelmeer verwendet, dafür ist eine eigene Meerwasserentsalzungsanlage dem Kraftwerk angeschlossen.